# Функ, Казимеж
Казимеж Функ (пол. Kazimierz Funk; 23 февраля 1884, Варшава — 20 ноября 1967, Олбани) — польско-американский биохимик еврейского происхождения. В 1912 году ввёл понятие витамин.

## Биография
Родился в Варшаве в семье врачей — дерматологов: Якова (Якуба) Израилевича Функа (1855, Варшава — ?) и Густавы Функ (урождённой Зысан).
Учился в Берлине и в Швейцарии. В 1904 году под руководством Станислава Костанецкого получил учёную степень доктора наук в Бернском университете. Начинал свою работу сначала в институте Пастера в Париже. Позже работал в Берлинском университете, больнице Висбадена и в Лондоне в Институте превентивной медицины Листера. Публикуя работы о заболеваниях, связанных с недостатком витаминов, в том числе о бери-бери, ввёл в 1912 году термин «витамины». В 1915 году Функ эмигрировал в США, где получил гражданство в 1920 году. В 1923 году вернулся в Польшу, где работал директором Государственного института гигиены. В 1927 году он снова покинул Польшу и переехал в Париж, где основал лабораторию «Биохимический дом». В 1930-годы занимался исследованием вопросов эндокринной регуляции обмена веществ. В 1936 году расшифровывал структуру витамина B1 и разработал метод его синтеза. С началом Второй мировой войны он окончательно переехал в США. Ему первому удалось выделить никотиновую кислоту (витамин B3). Умер в 1967 году от рака.